# 아이라 레빈
아이라 레빈(Ira Levin, 1929년 8월 27일 ~ 2007년 11월 12일)은 미국의 극작가이며 작곡가 겸 소설가이다.

## 생애
아이라 레빈은 호레이스 만 스쿨을 졸업하고, 뉴욕 대학교에서 철학과 영어를 전공하였다.
그는 대학 졸업 후 TV 대본 작가로 일했다. 그의 데뷰작은 미국의 유명 라디오 쇼 《Lights out (1951년)》에서 방송된 〈Leda’s Portrait〉이다. 그리고, 아이라 레빈이 처음 연출한 연극 작품은 맥 히만의 소설을 연극화 한 《No Time for Sergeants》(시골 촌뜨기가 미국 공군에 입대하면서 일어나는 재밌는 상황을 그린 희극. - 앤디 그리피스의 데뷰작)이다. 그 후 《No Time for Sergeants》는 1958년에 영화로도 제작 되었다.
아이라 레빈의 첫 번째 소설 《A Kiss Before Dying》은 그에게 1954년 에드거 엘런 포 신인상을 안겨주었으며, 나중에 《A Kiss Before Dying》은 두번이나(1956년과 1991년) 영화로도 제작되었다.
아이라 레빈의 가장 유명한 연극 작품은 《Deathtrap》이다. 이 작품은 브로드웨이에서 가장 오래 상연된 코메디 스릴러물이며, 그에게 두 번째 에드가 엘런 포 어워드를 안겨주었다. 1982년에 영화로 제작 되었으며, 크리스토퍼 리브와 마이클 케인이 주연을 맡았다.
아이라 레빈의 가장 유명한 소설은 《로즈메리즈 베이비(Rosemary's Baby)》이다. 이 작품은 맨하튼 서부지구를 배경으로 한 악마주의와 신비주의를 다룬 공포물이다. 1968년 미아 파로우와 존 카사베테스 주연의 영화로 제작되었다. 이 영화로 배우 루스 고든은 오스카에서 여우조연상을 받았고, 영화 대본과 연출을 맡은 로만 폴란스키 감독은 각색상과, 시나리오상 후보에 올랐다.
아이라 레빈의 다른 소설들도 - 《The Boys from Brazil》(1978년), 《스테포드 와이프스》(1975년, 2004년), 《Sliver》(1993년) - 영화로 제작되었다. 2009년, 새로운 버전의 《The Boys from Brazil》이 영화로 다시 제작되기도 하였다.
소설가 스티븐 킹은 아이라 레빈의 소설이 매우 정교하고 세밀한 것이 마치 스위스 시계와 같다고 표현하며, 아이라 레빈이야말로 서스펜스 소설의 대가라고 칭송한 바 있다.
아이라 레빈은 2007년 11월 12일에 심장마비로 맨하튼에서 그의 생을 마감했다

## 가족관계
아이라 레빈은 두번 결혼하고 이혼했으며, 세명의 아들과 세명의 손자들이 있다.

## 작품 목록

### 소설
- 《A Kiss Before Dying》(1953)
- 《로즈메리즈 베이비》 (1967) - 1968년 로만 폴란스키 감독, 미아 패로우, 존 카사베츠 주연의 영화로 제작되었음.
- 《This Perfect Day》 (1970, winner 1992 Prometheus Hall of Fame Award)
- 《The Stepford Wives》 (1972) - 2004년 니콜 키드만 주연의 영화로 제작되었음.
- 《The Boys from Brazil》 (1976)
- 《Sliver》 (1991)
- 《Son of Rosemary》 (1997)

### 연극
- 《중사들을 위한 시간은 없다》 (1955)
- 《Interlock》 (1958)
- 《Critic's Choice》 (1960)
- 《General Seeger》 (1962)
- 《Dr. Cook's Garden》 (1968)
- 《Veronica's Room》 (1974)
- 《죽음의 게임(1978)》 - 토니상(Tony) 최우수 연극상 후보작, 1982년 시드니 루멧 감독의 영화로 제작되었음.
- 《Break a Leg: A Comedy in Two Acts》 (1981)
- 《Cantorial》 (1982)

### 뮤지컬
- 《Drat! The Cat!》 (1965) - lyricist and bookwriter